# Ronco Canavese
Ronco Canavese là một đô thị ở tỉnh Torino trong vùng Piedmont, có vị trí cách khoảng 50 km về phía bắc của Torino, nước Ý. Tại thời điểm ngày 31 tháng 12 năm 2004, đô thị này có dân số 353 người và diện tích là 96,7 km².
Ronco Canavese giáp các đô thị: Cogne, Valprato Soana, Traversella, Locana, Ingria, Ribordone, Pont-Canavese, Convento, Bosco, và Sparone.
French is widely spoke in the town and neighbouring villages.